# Exochorda giraldii
Exochorda giraldii là loài thực vật có hoa trong họ Hoa hồng. Loài này được Hesse mô tả khoa học đầu tiên năm 1908.

## Hình ảnh

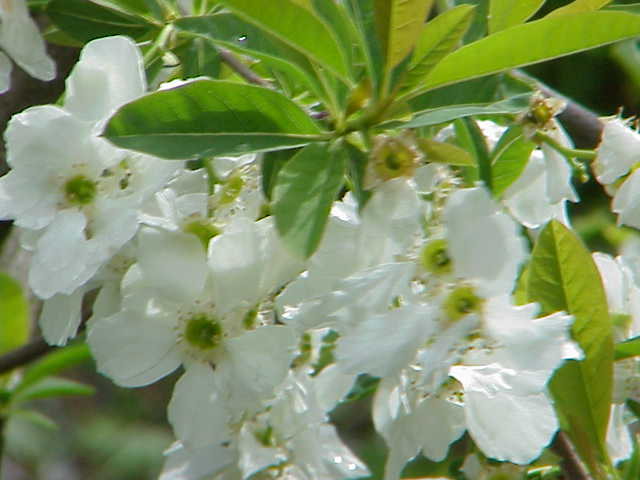
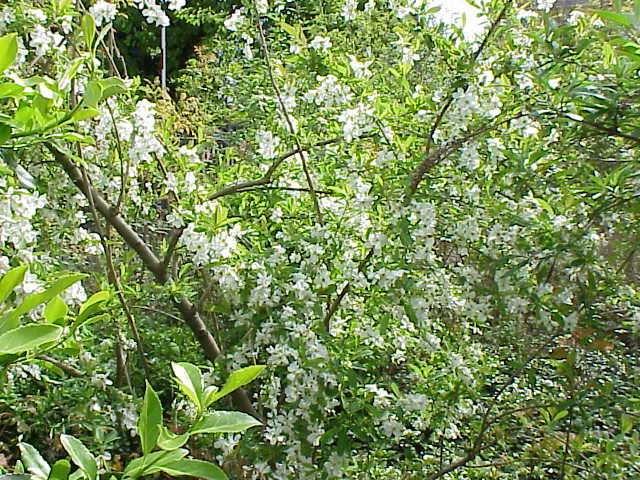
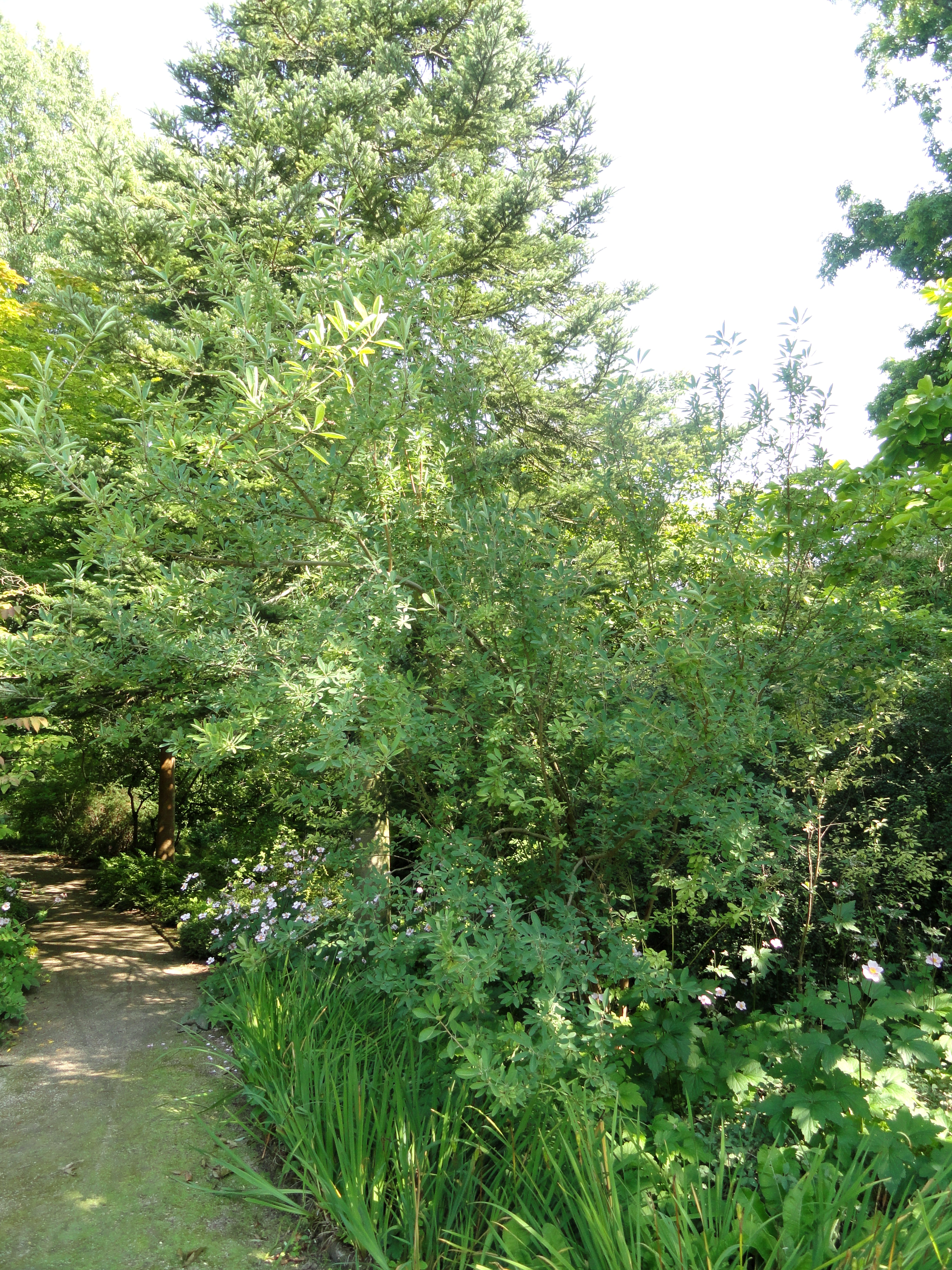
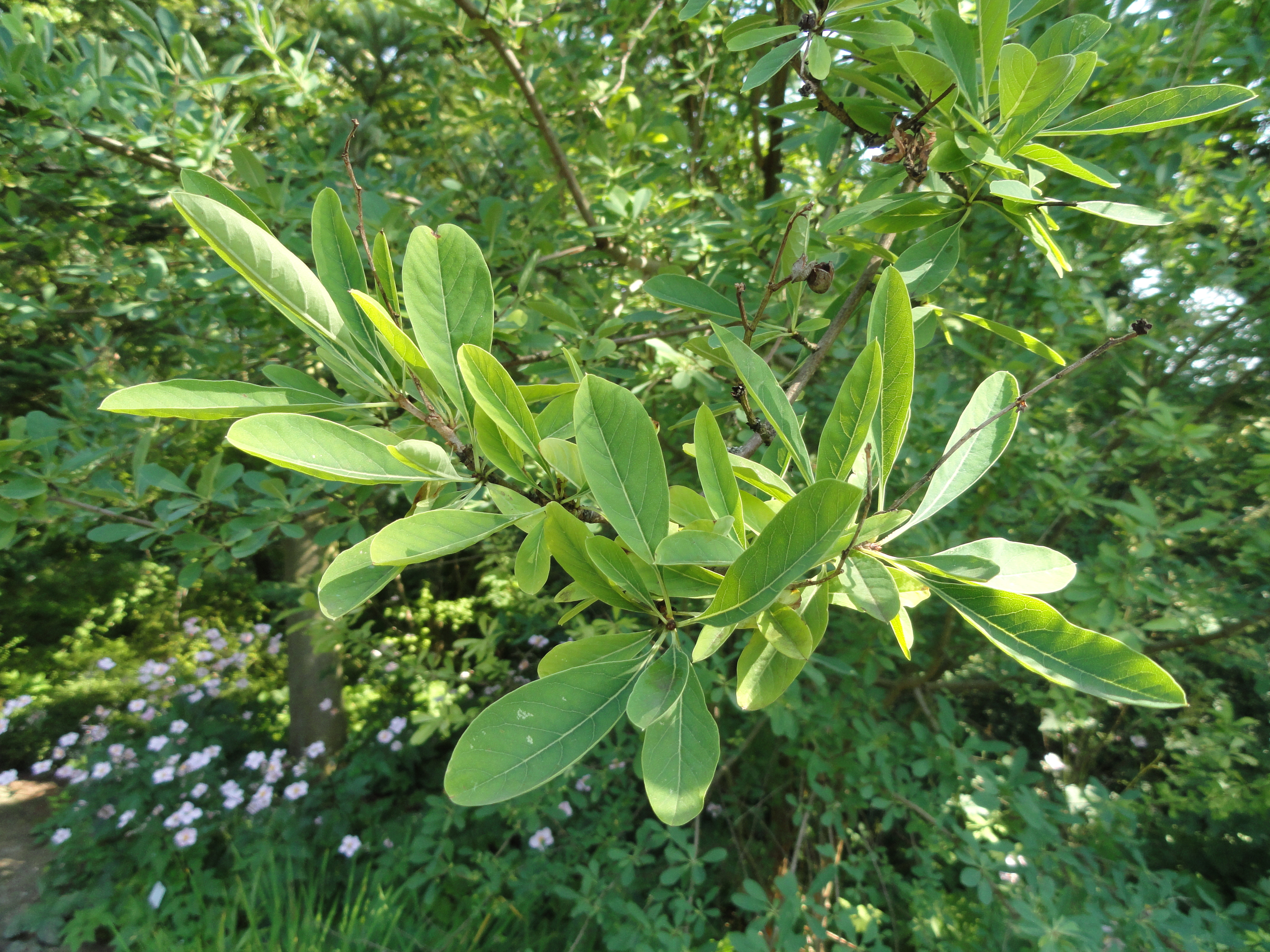